# Colla Castellera d'Edinburgh
La Colla Castellera d'Edinburgh és una colla castellera fundada el 2015 a Edimburg, Escòcia. Vesteixen camisa de color blau marí i els seus padrins són els Castellers de la Sagrada Família. Són la segona colla castellera del Regne Unit després dels Castellers of London.
Cada any organitzen una exhibició per la castanyada a l'octubre, a més de fer tallers a altres actes de la cultura catalana com la Diada Nacional de Catalunya, Sant Jordi i Sant Joan. Han assolits castells com el 3 de 6, 4 de 6, Pilar de 4 i Pilar de 4 per sota, a més de diverses estructures de cinc pisos, tant netes com amb pinya.